# Heito Glacier
Heito Glacier är en glaciär i Antarktis. Den ligger i Östantarktis. Norge gör anspråk på området. Heito Glacier ligger 260 meter över havet.
Terrängen runt Heito Glacier är kuperad åt nordost, men åt sydväst är den platt. Havet är nära Heito Glacier västerut. Trakten är obefolkad. Det finns inga samhällen i närheten. 